# Anna Leibbrand
Anna Leibbrand (* 2. Mai 1902 in München; † 24. Juli 1972 in Groß Glienicke) war eine deutsche Schriftstellerin und linke politische Aktivistin.
1933 floh sie vor dem Nazi-Regime aus Deutschland, wurde jedoch zwanzig Jahre später 1953 nach ihrer Rückkehr nach Deutschland (DDR) verhaftet und für mehrere Jahre inhaftiert, im Zusammenhang mit den Spionageprozessen, ausgelöst durch die Verhaftung von Noel Field.

## Namensvarianten
Anna Leibrand wurde als Anna Wiedemann geboren, war dreimal verheiratet, zwei Ehen wurden geschieden. Sie schrieb Bücher unter zwei Pseudonymen. In den Quellen kann sie daher unter einem der folgenden Namen erscheinen:
- Anna Wiedemann
- Anna Leibbrand
- Anna von Fischer; Anna Josephine Fischer als Autorin von „Hinter den sieben Bergen“ (1945)[5]
- Anna Schlotterbeck

## Leben
Anna Wiedemann wurde in München geboren, wo ihr Vater als Drucker arbeitete und sie die Grundschule besuchte. Danach wechselte sie an die Königlich Württembergische Höhere Maschinenbauschule in Esslingen, die sie 1917 mit dem Abschluss als Technische Zeichnerin verließ. Anschließend nahm sie eine Anstellung als Grafikerin und Typistin bei der Robert Bosch GmbH in Stuttgart-Feuerbach an.
1918, im Jahr ihres sechzehnten Geburtstages, wurde sie von Clara Zetkin in die Sozialistische Jugend aufgenommen. Nach Kriegsende nahm sie an den Demonstrationen des Spartakusbundes in Stuttgart teil, die zwischen November 1918 und Januar 1919 stattfanden. 1924 wurde sie Mitglied der 1919 gegründeten Kommunistischen Partei Deutschlands KPD und Mitglied der Jugendparteiführung KJVD der Partei. Sie wurde Mitglied der Bezirksleitung in Königsberg, Danzig, Halle u. Berlin.
1923 heiratete sie Robert Leibbrand, einen führenden Parteifunktionär aus Stuttgart. 1924 wurde der gemeinsame Sohn Walter geboren. Ab 1927 lebte die Familie in Moskau, wo Anna Leibrand bis 1929 als Stenotypistin für die Komintern arbeitete. 1929 kehrte die Familie nach Berlin zurück, und Anna Leibbrand wurde Leiterin der Parteifrauenabteilung für den Bezirk Berlin-Brandenburg. Sie arbeitete auch als Redakteurin bei der Parteizeitung „Die Arbeiterin“. Bis 1933 war sie Mitglied im Bezirksrat von Berlin-Pankow.

### Emigration
Nach der Machtübernahme der Nationalsozialisten 1933 setzten Anna und Robert Leibbrand zunächst ihre – jetzt illegale – Parteiarbeit fort. Am 24. März 1933 wurde Robert Leibbrand verhaftet. Er verbrachte den Großteil der zwölf Jahre NS-Herrschaft in Gefängnissen und Konzentrationslagern. Anna Leibrand selbst setzte ihre eigene Parteiarbeit bis Juli 1933 fort. Im September 1933 emigrierte sie in die Schweiz, wo sie zunächst als Hausangestellte arbeitete. Sie trat der Kommunistischen Partei der Schweiz (KPS) bei und blieb bis 1948 Mitglied. Nach einiger Zeit erhielt sie eine Anstellung bei dem Arzt Hans von Fischer in Göschenen. Ihre persönlichen Erfahrungen und Eindrücke in Göschenen schildert sie in dem Roman Hinter den sieben Bergen, mit dem sie 1945 an einem Romanwettbewerb der Büchergilde Zürich teilnahm.
Ab 1936 lebte sie in Zürich. Die Ehe von Anna und Robert Leibbrand wurde 1938 geschieden. Sie heiratete 1939 Hans von Fischer, wodurch sie die Schweizer Staatsbürgerschaft erhielt. In dieser Zeit gründete sie zusammen mit ihrem Ehemann in Zürich die Centrale Sanitaire Suisse, eine medizinische Hilfsorganisation, die ursprünglich Kämpfer im spanischen Bürgerkrieg medizinisch unterstützen sollte. Zu dieser Zeit arbeitete sie auch illegal für die Kommunistische Partei Italiens. Die Neutralität der Schweiz während des Zweiten Weltkrieges ermöglichte es ihr, während und unmittelbar nach dem Krieg mit politischen und medizinischen Hilfsorganisationen in verschiedenen Ländern zusammenzuarbeiten.
1944 flüchtete Friedrich Schlotterbeck in die Schweiz und nahm Kontakt zu Anna von Fischer auf, sie kannten sich aus gemeinsamer Arbeit beim KJVD. Nach Kriegsende 1945 blieb sie auf Anweisung von Franz Dahlem, damals Leiter der Westkommission des Zentralkomitees der KPD, weitere drei Jahre in der Schweiz, sie kümmerte sich um das Waisenkind Wilfriede Lutz, die Tochter von Gertrud Lutz der von der Gestapo hingerichteten Schwester von Friedrich Schlotterbeck. Zu ihren Kontakten in den 1940er Jahren gehörte auch Noel Field, ein führendes Mitglied des Unitarian Service Committee, einer Organisation für Katastrophen- und Flüchtlingshilfe mit engen Verbindungen zu den USA. Bereits 1945/46 warnte sie die Parteiführung der KPD (Grete Keilson, Franz Dahlem) vor Noel Field und Leo Bauer als angeblichen Vertretern des US-Sicherheitsdienstes.

### Rückkehr nach Deutschland
Im Oktober 1948 kehrte sie nach Deutschland zurück und ließ sich gemeinsam mit Friedrich Schlotterbeck, mit dem sie seit dessen Flucht in die Schweiz zusammen war, in Dresden nieder.
Sie trat 1949 in die SED ein.
Nach einer kurzen Zeit der Arbeitslosigkeit arbeitete sie von 1949 bis 1951 als Korrespondentin für die Tägliche Rundschau, eine von der Roten Armee für die DDR produzierten Zeitung. Sie arbeitete auch mit dem sowjetischen Pressebüro zusammen und nahm 1950 für kurze Zeit an einem politischen Studiengang an der regionalen Parteiakademie teil.
Im Februar 1951 wurden sie und ihr späterer Ehemann Schlotterbeck nach einer Intervention der Landesparteikontrollkommission für Sachsen aus der SED wegen Spionageverdachts ausgeschlossen. Sie wurden aufgefordert, ihre Loyalität gegenüber dem Staat durch „hervorragende Arbeit“ in den berüchtigten Uranminen der SDAG Wismut zu demonstrieren. Sie bezogen Ende 1951 eine Wohnung in Raschau Pöhlaer Straße 32 im Erzgebirge, wo Friedrich Schlotterbeck unter Tage im Uranabbau der Wismut arbeitete.

### Verhaftung und Verurteilung
Am 15. Februar 1953 wurde das Ehepaar, sie hatten im März 1951 geheiratet, wegen „krimineller Beziehungen mit dem amerikanischen Spion Noel Field“ festgenommen. Es handelte sich bei Noel Field um einen Kommunisten, der sich offenbar verschiedenen Sicherheitsdiensten zur Verfügung gestellt hatte. Unter Folter hatte Field die Spionage zugegeben, worauf in der Sowjetunion und anderen sozialistischen Ländern eine Reihe von Schauprozessen gegen Personen geführt wurden, die in Kontakt zu Field standen.
In der Tat hatte sie 1941 Adressen von Auswanderern verschiedener Nationalitäten an Field weitergegeben. Während ihrer Zeit in der Schweiz waren die Schlotterbecks auch mit Herta Jurr-Tempi befreundet, die möglicherweise eine Gestapo-Agentin war.
Nach ihrer Verhaftung wurde die Stieftochter, das Kind von Friedrich Schlotterbecks ermordeter Schwester Gertrud Lutz, in ein Kinderheim gebracht, während die Schlotterbecks vom Ministerium für Staatssicherheit nacheinander in Chemnitz in der Villa Esche, ab Herbst 1953 in Berlin-Hohenschönhausen inhaftiert wurden. Etwas mehr als ein Jahr nach ihrer Festnahme stand sie am 27. April 1954 in Rostock vor Gericht und wurde zu einer vierjährigen Haftstrafe wegen „Verbrechen nach Artikel 6 der ostdeutschen Verfassung im Zusammenhang mit einer Straftat führte Kontrollratsrichtlinie 38“ verurteilt. In einem Revisionsverfahren wurde die Strafe auf drei Jahre gesenkt.

### Haftentlassung und schriftstellerische Tätigkeit
Nach ihrer Entlassung aus dem Gefängnis am 15. Februar 1956 folgte die übliche, nicht publizierte, Rehabilitation und die stille Wiederaufnahme in die SED. Die Bestrafung wurde 1957 aus dem offiziellen Protokoll gestrichen.
Das Ehepaar ließ sich mit Hilfe von Martin Hellberg in Groß Glienicke bei Potsdam nieder. Sie schrieben zusammen mehrere Hörspiele, darunter Die Memoiren der Frau Viktoria (1962) und freundeten sich mit den Schriftstellerkollegen Gerhard und Christa Wolf an.
Im Jahr 1968 erstellte Anna Schlotterbeck ein Manuskript mit dem Titel Hohenschönhausen, Zelle 51, in dem es um ihre Erfahrungen mit der Inhaftierung in der DDR ging. 1986 wurde das Manuskript unter dem Titel Die verbotene Hoffnung. Aus dem Leben einer Kommunistin im Westen veröffentlicht, das Vorwort schrieb Chaim Noll.

Anna Schlotterbeck starb am 24. Juli 1972, ihr Grab befindet sich auf dem Friedhof in Groß-Glienicke.

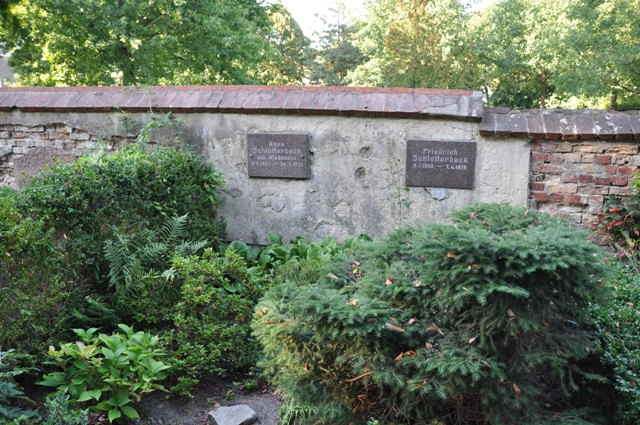
Grab von Anna und Friedrich Schlotterbeck

## Hörspiele
- 1958: Anna und Friedrich Schlotterbeck: S.M.S. Prinzregent Luitpold. Regie: Theodor Popp (Rundfunk der DDR)
- 1959: Anna und Friedrich Schlotterbeck: Stürmische Tage. Regie: Helmut Hellstorff (Rundfunk der DDR)